# Pimentel (República Dominicana)
Pimentel é uma pequena cidade da República Dominicana pertencente à província de Duarte.
Sua população estimada em 2012 era de 8 926 habitantes.